# Louvet (papillon)
Pour les articles homonymes, voir Louvet.
Hyponephele lupina
Espèce
Le Louvet (Hyponephele lupina) est un lépidoptère (papillon) appartenant à la famille des Nymphalidae, à la sous-famille des Satyrinae et au genre Hyponephele.

## Dénomination
Le nom Hyponephele lupina lui a été dommé par Oronzio Gabriele Costa en 1836.
Synonymes :Satyrus lupinus Costa, 1836; Maniola lupinus ; Maniola lupina ; [Otakar Kudrna]; Papilio rhamnusia Freyer, 1845,.

### Noms vernaculaires
Le Louvet se nomme Oriental Meadow Brown ou Branded Meadowbrown en anglais, Lobito anillado en espagnol et Λούπινο en grec.

### Sous-espèces
- Hyponephele lupina lupina
- Hyponephele lupina intermedia (Staudinger, 1886)
- Hyponephele lupina kopetdagica Samodurow, 2001 ; dans le nord de l'Iran.
- Hyponephele lupina mauritanica (Oberthür, 1881); au Maroc[1].

## Description
Le Louvet est un papillon de taille moyenne au recto de couleur marron mordoré avec chez le mâle une bande androconiale épaisse et un seul ocelle à l'apex peu visible et chez la femelle une large bande marginale plus claire portant aux antérieures deux ocelles foncés cerclés de clair.
Le revers des antérieures est orangé bordé de brun avec un ocelle chez le mâle, deux chez la femelle et des postérieures de couleur variable, grisâtre, brun grisâtre ou blanchâtre.

## Biologie

### Période de vol et hivernation
Il vole en une génération, en mai juin avec des spécimens tardifs jusqu'à août.

### Plantes hôtes
Ses plantes hôtes sont des poacées (graminées).

## Écologie et distribution
Il est présent en Afrique du Nord (Maroc et Algérie), dans le sud de l’Europe (Espagne, Portugal, France, Italie, Roumanie, Serbie, Macédoine, Grèce) et dans toute l'Asie tempérée (de Turquie, Liban, Israël, Iran, Russie, Ukraine, Biélorussie, Moldavie au Népal et au Kazakhstan).
En France métropolitaine il est présent dans la Sarthe et dans le sud, dans l'Hérault et le Gard.
Suivant d'autres sources il serait présent dans tout le pourtour méditerranéen, de la Lozère aux Hautes-Alpes, Alpes-de-Haute-Provence et Alpes-Maritimes.

### Biotope
Il fréquente les lieux secs herbus et buissonneux.

### Protection
Il ne bénéficie pas de statut de protection particulier.